# Igor Vuk Torbica
Igor Vuk Torbica (Drvar, 1987. – Rovinj, 16. lipnja 2020.) bio je hrvatski kazališni redatelj.
Srednju školu za primijenjenu umjetnost i dizajn završio je u Puli, a Fakultet dramske umjetnosti 2013. godine u Beogradu. Karijeru započinje na trećoj godini studija kada za ispitnu predstavu Pokojnik dobiva nagradu Hugo Klajn te se predstava počinje igrati na redovnom repertoaru prestižnog Jugoslavenskog dramskog kazališta. 
Ubrzo počinje režirati u profesionalnim kazalištima, te tako režira predstave Don Juan (Narodno kazalište „Toša Jovanović”, Zrenjanin) i Razbijeni vrč (Jugoslavensko dramsko kazalište). 
Veliki uspjeh i početak regionalne karijere postiže uspješnom režijom predstave Hinkemann u Zagrebačkom kazalištu mladih. Hinkeman je postala jedna od najnagrađivanijih predstava u povijesti hrvatskog kazališta, pa je tako na festivalu Bez prevoda u Užicu 2016. godine predstava proglašena najboljom predstavom festivala, a Torbica je dobio nagradu Ardalion za najbolju režiju. Najboljom predstavom je proglašena i na 31. festivalu Gavelline večeri, a Torbica opet osvaja Nagradu za režiju. Hinkemann dobiva i Nagradu hrvatskog glumišta za najbolju dramsku predstavu u cjelini,  a na 24. međunarodnom festivalu malih scena u Rijeci dobiva čak četiri nagrade žirija. Predstava je još uvijek na repertoaru ZKM-a, te je snažno obilježila hrvatsko kazalište. 
Uspjeh postiže i predstavama Carstvo mraka (Narodno kazalište Beograd) i Emilia Galotti (SNG Ljubljana).
U Hrvatskoj režira predstave: Priče iz Bečke šume (GDK Gavella), Tit Andronik (ZKM) i  Mizantrop (HNK Ivana pl. Zajca u Rijeci).